# پرایشاید
پرایشاید (به آلمانی: Preischeid) یک شهر در آلمان است که در بیتبورگ-پروم واقع شده‌است.